# فرنسيس إي. دورن
فرنسيس إي. دورن هو ضابط ومحامي وسياسي أمريكي، ولد في 8 أبريل 1911 في بروكلين في الولايات المتحدة، وتوفي في 17 سبتمبر 1987 في نيويورك في الولايات المتحدة. نشط حزبياً في الحزب الجمهوري. وقد انتخب عضو جمعية ولاية نيويورك ‏ وانتخب عضو مجلس النواب الأمريكي ‏.